# Huttonia palpimanoides
Famille
Genre
Espèce
Huttonia palpimanoides, unique représentant du genre Huttonia et de la famille des Huttoniidae, est une espèce d'araignées aranéomorphes.

## Distribution

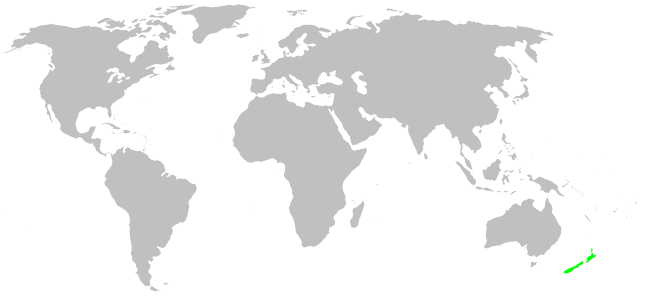
Distribution

Cette espèce est endémique de Nouvelle-Zélande.

## Description

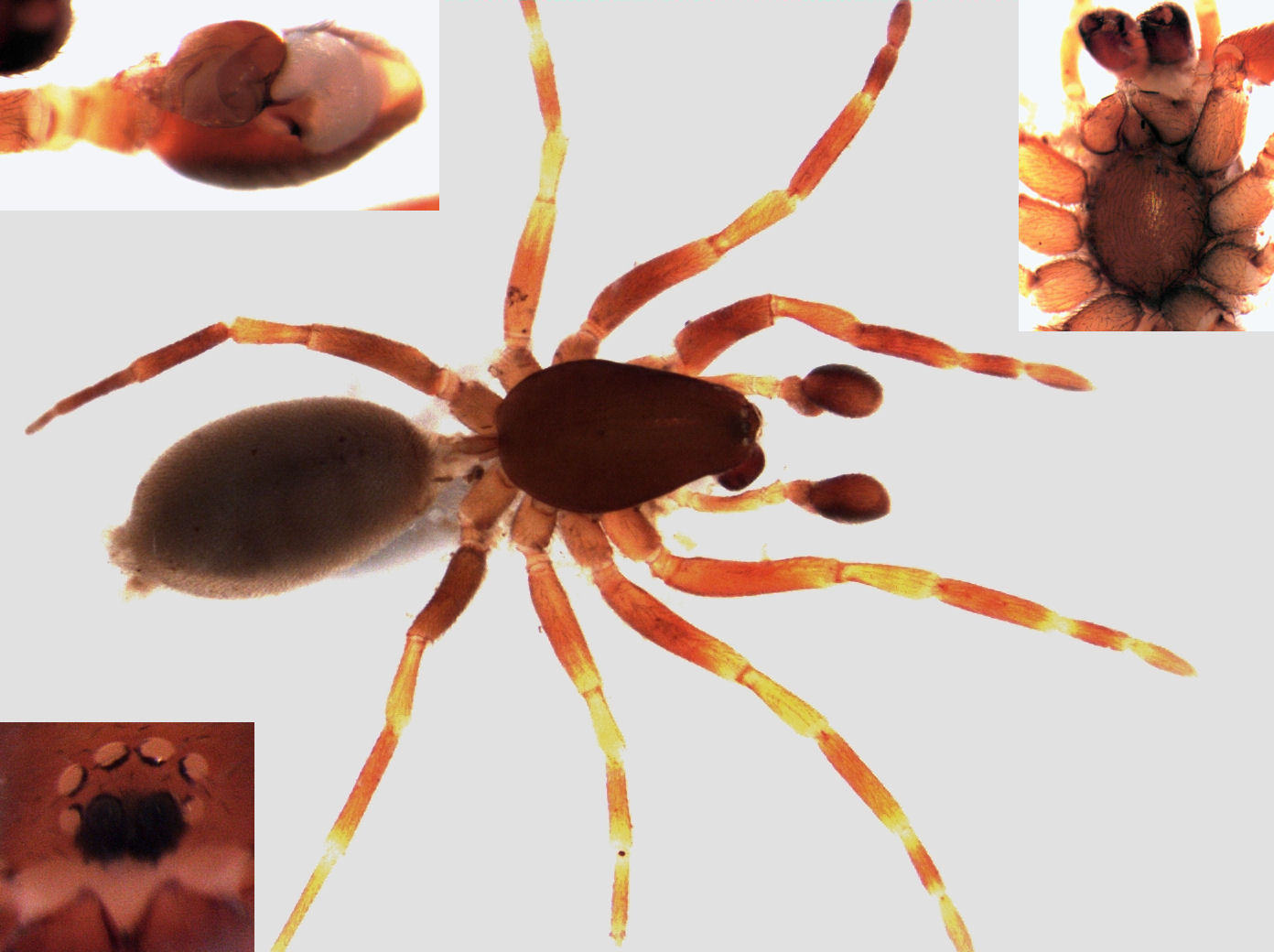
Huttonia

Les membres de cette famille mesurent de 4,0 à 5,5 mm et comptent huit yeux.

## Paléontologie
Cette famille est connue depuis le Crétacé. Les fossiles découverts dans de l'ambre du Manitoba au Canada n'ont pas été nommés.

## Systématique et taxinomie
Cette espèce a été décrite par O. Pickard-Cambridge en 1880. Elle est placée dans la sous-famille des Huttoniinae dans les Palpimanidae  par Simon en 1893, cette sous-famille est placée dans les Zodariidae par Petrunkevitch en 1923 puis celle-ci est élevée au rang de famille par Forster et Platnick en 1984.
Cette famille rassemble une espèce décrite dans un genre mais selon Forster et Forster en 1999 il existerait vingt autres espèces.

## Étymologie
Ce genre est nommé en l'honneur de Frederick Wollaston Hutton.

## Publications originales
- O. Pickard-Cambridge, 1880 : « On some new and rare spiders from New Zealand, with characters of four new genera. » Proceedings of the Zoological Society of London, vol. 1879, p. 681-703 (texte intégral).
- Simon, 1893 : Histoire naturelle des araignées. Paris, vol. 1, p. 257-488 (texte intégral).